# Santa Elvira (São Tomé)
Santa Elvira é uma aldeia de São Tomé e Príncipe, localiza-se no distrito de Mé-Zóchi, ilha de São Tomé, próxima às localidades de Santa Adelaide e de Java.